# Gilbert Koomson
Gilbert Koomson (Accra, 9 settembre 1994) è un calciatore ghanese, centrocampista o attaccante svincolato.

## Carriera

### Club
Koomson ha giocato per l'Ajax Accra a livello giovanile. Successivamente, ha sostenuto un provino con gli inglesi dello Stoke City, che non hanno potuto tesserarlo per problemi con il permesso di lavoro. Su consiglio di Peter Butler, che lo aveva allenato in Ghana per conto del Manchester City, Koomson è emigrato in Thailandia. Butler era infatti diventato direttore tecnico al BEC Tero Sasana.
Koomson è passato così al BEC Tero Sasana, che lo ha successivamente ceduto in prestito al Samut Songkhram. Ha esordito con questa maglia il 27 marzo 2013, schierato titolare nel pareggio a reti inviolate contro il TOT. Il 7 aprile ha trovato la prima rete in campionato, nel pareggio per 1-1 contro il Bangkok Glass. È rimasto in squadra fino al mese di luglio, totalizzando 6 reti in 12 partite.
Il 3 agosto 2013, Koomson è passato ufficialmente in prestito al Sogndal, dopo che si era già allenato col club nelle precedenti due settimane. Ha scelto la maglia numero 30. Il 4 agosto ha esordito in Eliteserien, schierato titolare nella sconfitta per 2-0 maturata sul campo del Rosenborg. Ha totalizzato 7 presenze nella massima divisione locale nel corso di quella porzione di stagione, per poi lasciare il Sogndal per fine prestito.
Rientrato così al BEC Tero Sasana, il 23 febbraio 2014 è tornato a calcare i campi da calcio thailandesi, subentrando a Kelechi Osunwa nel pareggio per 0-0 sul campo della sua ex squadra del Samut Songkhram. Il 9 marzo è invece tornato al gol, nella vittoria per 4-2 sul Suphanburi. È rimasto al club per due stagioni, totalizzando 46 presenze e 7 reti nella massima divisione locale.
Il 28 gennaio 2016 ha fatto ritorno in Norvegia, sempre al Sogndal, a cui si è legato con un accordo triennale. Al termine del campionato 2017, il Sogndal è retrocesso in 1. divisjon, dopo aver perso lo spareggio contro il Ranheim. Koomson ha lasciato la squadra al termine dell'annata, congedandosi dal Sogndal con lo score di 71 presenze e 11 reti, tra tutte le competizioni.
Il 19 gennaio 2018, il Brann ha reso noto l'ingaggio di Koomson, che si è legato al nuovo club con un contratto valido fino al 31 dicembre 2021. Ha scelto la maglia numero 22.
Il 28 settembre 2020 è passato ai turchi del Kasımpaşa, legandosi al nuovo club con un contratto triennale.
Il 29 agosto 2021, Koomson ha fatto ritorno in Norvegia, per giocare nel Bodø/Glimt: ha firmato un contratto valido fino al 31 dicembre 2023.
Il 31 agosto 2022 è passato all'Aalesund con la formula del prestito.
Il 28 febbraio 2023, Koomson è stato acquistato a titolo definitivo dal Sandefjord: il giocatore ha firmato un contratto biennale.
Il 6 febbraio 2024 è approdato agli israeliani dell'Hapoel Petah Tiqwa, con un accordo valido fino al termine della stagione e un'opzione per un'ulteriore annata.

### Nazionale
Il 1º ottobre 2016 ha ricevuto la prima convocazione in Nazionale maggiore, selezionato dal commissario tecnico Avraham Grant in vista delle sfide contro Uganda e Sudafrica rispettivamente del 7 e 11 ottobre successivi. L'11 ottobre ha così effettuato il proprio esordio, subentrando a Mubarak Wakaso nel pareggio per 1-1 contro la formazione sudafricana.

## Statistiche

### Presenze e reti nei club
Statistiche aggiornate al 6 febbraio 2024.
| Stagione               | Club                   | Campionato             | Campionato | Campionato | Coppe nazionali | Coppe nazionali | Coppe nazionali | Coppe continentali | Coppe continentali | Coppe continentali | Supercoppe | Supercoppe | Supercoppe | Totale | Totale |
| Stagione               | Club                   | Comp                   | Pres       | Reti       | Comp            | Pres            | Reti            | Comp               | Pres               | Reti               | Comp       | Pres       | Reti       | Pres   | Reti   |
| ---------------------- | ---------------------- | ---------------------- | ---------- | ---------- | --------------- | --------------- | --------------- | ------------------ | ------------------ | ------------------ | ---------- | ---------- | ---------- | ------ | ------ |
| 2012                   | BEC Tero Sasana        | PL                     | ?          | ?          | FACup+CdL       | ?               | ?               | -                  | -                  | -                  | -          | -          | -          | ?      | ?      |
| gen.-lug. 2013         | Samut Songkhram        | PL                     | 12         | 6          | FACup+CdL       | ?               | ?               | -                  | -                  | -                  | -          | -          | -          | 12+    | 6+     |
| ago.-dic. 2013         | Sogndal                | ES                     | 7          | 0          | CN              | -               | -               | -                  | -                  | -                  | -          | -          | -          | 7      | 0      |
| 2014                   | BEC Tero Sasana        | PL                     | 26         | 6          | FACup+CdL       | ?               | ?               | -                  | -                  | -                  | -          | -          | -          | 26+    | 6+     |
| 2015                   | BEC Tero Sasana        | PL                     | 20         | 1          | FACup+CdL       | ?               | ?               | -                  | -                  | -                  | -          | -          | -          | 20+    | 1+     |
| Totale BEC Tero Sasana | Totale BEC Tero Sasana | Totale BEC Tero Sasana | 46+        | 7+         |                 | ?               | ?               |                    | -                  | -                  |            | -          | -          | 46+    | 7+     |
| 2016                   | Sogndal                | ES                     | 28         | 3          | CN              | 3               | 0               | -                  | -                  | -                  | -          | -          | -          | 31     | 3      |
| 2017                   | Sogndal                | ES                     | 28+2       | 7+0        | CN              | 3               | 1               | -                  | -                  | -                  | -          | -          | -          | 33     | 8      |
| Totale Sogndal         | Totale Sogndal         | Totale Sogndal         | 63+2       | 10+0       |                 | 6               | 1               |                    | -                  | -                  |            | -          | -          | 71     | 11     |
| 2018                   | Brann                  | ES                     | 30         | 1          | CN              | 2               | 0               | -                  | -                  | -                  | -          | -          | -          | 32     | 1      |
| 2019                   | Brann                  | ES                     | 25         | 2          | CN              | 2               | 0               | UEL                | 2                  | 0                  | -          | -          | -          | 29     | 2      |
| gen.-set. 2020         | Brann                  | ES                     | 17         | 8          | -               | -               | -               | -                  | -                  | -                  | -          | -          | -          | 17     | 8      |
| Totale Brann           | Totale Brann           | Totale Brann           | 72         | 11         |                 | 4               | 0               |                    | 2                  | 0                  |            | -          | -          | 78     | 11     |
| set. 2020-2021         | Kasımpaşa              | SL                     | 22         | 0          | CT              | 1               | 0               | -                  | -                  | -                  | -          | -          | -          | 23     | 0      |
| ago.-dic. 2021         | Bodø/Glimt             | ES                     | 6          | 1          | CN              | 3               | 1               | UECL               | 8                  | 0                  | -          | -          | -          | 19     | 3      |
| gen.-ago. 2022         | Bodø/Glimt             | ES                     | 14         | 0          | CN              | 3               | 1               | UCL                | 7                  | 0                  | -          | -          | -          | 24     | 1      |
| Totale Bodø/Glimt      | Totale Bodø/Glimt      | Totale Bodø/Glimt      | 20         | 1          |                 | 6               | 2               |                    | 15                 | 0                  |            | -          | -          | 41     | 3      |
| ago.-dic. 2022         | Aalesund               | ES                     | 10         | 1          | CN              | -               | -               | -                  | -                  | -                  | -          | -          | -          | 10     | 1      |
| 2023                   | Sandefjord             | ES                     | 25         | 1          | CN              | 1               | 0               | -                  | -                  | -                  | -          | -          | -          | 26     | 1      |
| feb.-giu. 2024         | Hapoel Petah Tiqwa     | LhA                    | 0          | 0          | CI              | 0               | 0               | -                  | -                  | -                  | -          | -          | -          | 0      | 0      |
| Totale                 | Totale                 | Totale                 | 270+2+     | 37+0+      |                 | 17+             | 3+              |                    | 17                 | 0                  |            | -          | -          | 307+   | 40+    |

### Cronologia presenze e reti in nazionale
| Cronologia completa delle presenze e delle reti in nazionale ― Ghana | Cronologia completa delle presenze e delle reti in nazionale ― Ghana | Cronologia completa delle presenze e delle reti in nazionale ― Ghana | Cronologia completa delle presenze e delle reti in nazionale ― Ghana | Cronologia completa delle presenze e delle reti in nazionale ― Ghana | Cronologia completa delle presenze e delle reti in nazionale ― Ghana | Cronologia completa delle presenze e delle reti in nazionale ― Ghana | Cronologia completa delle presenze e delle reti in nazionale ― Ghana |
| Data                                                                 | Città                                                                | In casa                                                              | Risultato                                                            | Ospiti                                                               | Competizione                                                         | Reti                                                                 | Note                                                                 |
| -------------------------------------------------------------------- | -------------------------------------------------------------------- | -------------------------------------------------------------------- | -------------------------------------------------------------------- | -------------------------------------------------------------------- | -------------------------------------------------------------------- | -------------------------------------------------------------------- | -------------------------------------------------------------------- |
| 11-10-2016                                                           | Durban                                                               | Sudafrica                                                            | 1 – 1                                                                | Ghana                                                                | Amichevole                                                           | -                                                                    |                                                                      |
| Totale                                                               |                                                                      | Presenze                                                             | 1                                                                    |                                                                      | Reti                                                                 | 0                                                                    |                                                                      |

## Palmarès

### Club

#### Competizioni nazionali
- Campionato norvegese: 1

Bodø/Glimt: 2021